# На початку було Слово

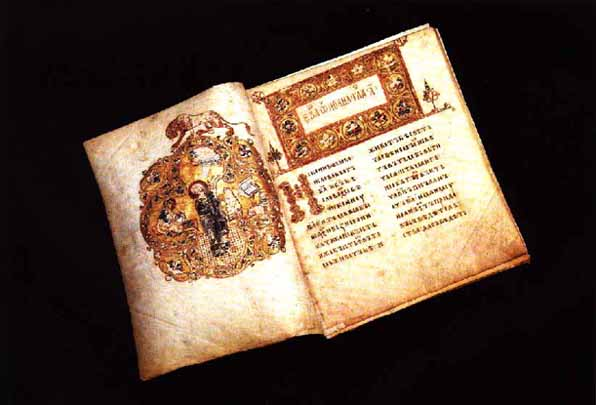
Івана 1:1 в Остромировому Євангелії ХІ ст.

На початку було Слово — перший вірш Євангелія від Івана (Новий Заповіт), який цитується: "На початку було Слово, і Слово було з Богом, і Слово було Бог". Фраза «Слово» (переклад грецького слова «Логос») широко тлумачиться як посилання на Ісуса.

## Значення
Термін «Логос» у словнику давньогрецької мови Йосифа Дворецького має 34 кількості значень.
Перший переклад цього рядка слов'янською мовою здійснили Кирило і Мефодій, саме вони перекладали грецьке поняття Логос, як Слово. Далі під Логосом, мали на увазі, закон всесвітнього розвитку також Вищу Силу, що керує світом. Пізніше у працях ранніх християнських мислителів сам Логос ототожнювався із Сином Божим, Ісусом Христом, «бо Логосом-Словом рятував Господь грішний світ». 

## Деякі варіанти перекладу
| Варіант Біблії                | Ів. 1:1                                                                         |
| ----------------------------- | ------------------------------------------------------------------------------- |
| Оригінал                      | Ἐν ἀρχῇ ἦν ὁ λόγος, καὶ ὁ λόγος ἦν πρὸς τὸν θεόν, καὶ θεὸς ἦν ὁ λόγος.          |
| Вульгата                      | In principio erat Verbum, et Verbum erat apud Deum, et Deus erat Verbum.        |
| Церковнослов'янський          | Въ нача́лѣ бѣ̀ сло́во, и҆ сло́во бѣ̀ къ бг҃ꙋ [ᲂу҆ бг҃а], и҆ бг҃ъ бѣ̀ сло́во.                 |
| Синодальний переклад          | В начале было Слово, и Слово было у Бога, и Слово было Бог.                     |
| Єп. Касіана                   | В начале было Слово, и Слово было с Богом, и Слово было Бог.                    |
| Переклад Леоніда Лутковського | В начале было Слово, и Слово было с Богом, и Слово было Бог.                    |
| Біблія короля Якова           | In the beginning was the Word, and the Word was with God, and the Word was God. |
| Вірменська Біблія             | Սկզբում էր Բանը. և Բանն Աստծո մոտ Շր և Բանն աստված էր:                          |
| Переклад Інокентія Павлова    | В начале был Логос, и Логос был с Богом, и Богом был Логос.                     |
| Переклад Івана Огієнка        | Споконвіку було Слово, а Слово в Бога було, і Бог було Слово.                   |
| Переклад Юрія Попченка        | На початку було Слово, і Слово було з Богом, і Слово було Бог.                  |